# Loretta Devine
Loretta Devine (ur. 21 sierpnia 1949 w Houston w stanie Teksas) – amerykańska aktorka teatralna, filmowa i telewizyjna.
Córka Jamesa Devine'a i Eunice Devine (z domu O’Neal). W 1971 roku ukończyła University of Houston, a pięć lat później została absolwentką Brandeis University. Debiutem aktorki na dużym ekranie był dramat filmowy Will z 1981 roku. Od tego czasu aktorka wystąpiła w blisko osiemdziesięciu filmach i serialach telewizyjnych, a najbardziej znana jest z roli licealnej nauczycielki Marli Hendricks w serialu stacji FOX Boston Public (2000 – 2004). Za rolę Marli Hendricks Loretta zdobyła trzy nagrody NAACP Image Award (2001, 2003, 2004).
Od kwietnia 2001 roku jest zaręczona z Glennem Marshallem.

## Wybrana filmografia
- Taniec rządzi (2012) - jako Sędzia Marsha Sanders
- Eli Stone (serial TV) (2008 – nadal)
- Dreamgirls (2006)
- Miasto gniewu (2005, Crash)
- Chirurdzy (serial TV) (2005–2013)
- Jestem Sam (2001, I Am Sam)
- Boston Public (serial TV) (2000 – 2004)
- Ulice strachu: Ostatnia odsłona (2000, Urban Legends: Final Cut)
- Ulice strachu (1998, Urban Legend)
- Gangster (1997, Hoodlum)
- Żona pastora (1996, The Preacher's Wife)
- Czekając na miłość (1995, Waiting to Exhale)
- Stanley i Iris (1990, Stanley & Iris)